# Álbuns número um na Billboard 200 em 2010

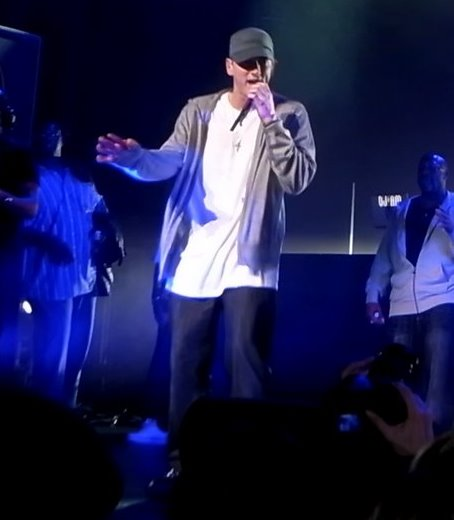
O cantor Eminem ficou por mais tempo no topo na Billboard 200 em 2010, com seu álbum Recovery.

Esta é a lista de álbuns que alcançaram a primeira posição da Billboard 200 no ano de 2010. Esses dados são compilados pela Nielsen Soundscan, com base nas vendas físicas e digitais dos álbuns a cada semana, nos Estados Unidos, e publicados pela revista Billboard.
No total, 31 álbuns estiveram na primeira posição, em 52 edições. O ano começou e terminou com a cantora Susan Boyle no topo da parada, com mais de meio milhão de discos vendidos na primeira semana com I Dreamed a Dream em janeiro; na última publicação de 2010, 25 de dezembro, Boyle também estava no primeiro lugar com seu segundo álbum, The Gift. A cantora Taylor Swift foi a recordista de vendas em uma única semana do ano, com mais de um milhão de cópias de seu terceiro álbum de estúdio, Speak Now, comercializadas somente nos Estados Unidos.
A primeira trilha sonora a alcançar a primeira posição foi o álbum Hope for Haiti Now, que teve como objetivo de arrecadar recursos para o Terremoto do Haiti de 2010, com mais de 100 mil cópias vendidas no país. O cantor Justin Bieber também ficou no topo, com a segunda parte de seu álbum de estreia, My World 2.0, assim como o grupo musical Lady Antebellum, Sade, e diversas trilhas sonoras da série Glee. O artista que permaneceu por mais tempo no ranking foi Eminem, com sete semanas não-consecutivas no primeiro lugar, com seu álbum Recovery.

## Edições da Billboard 200 em 2010

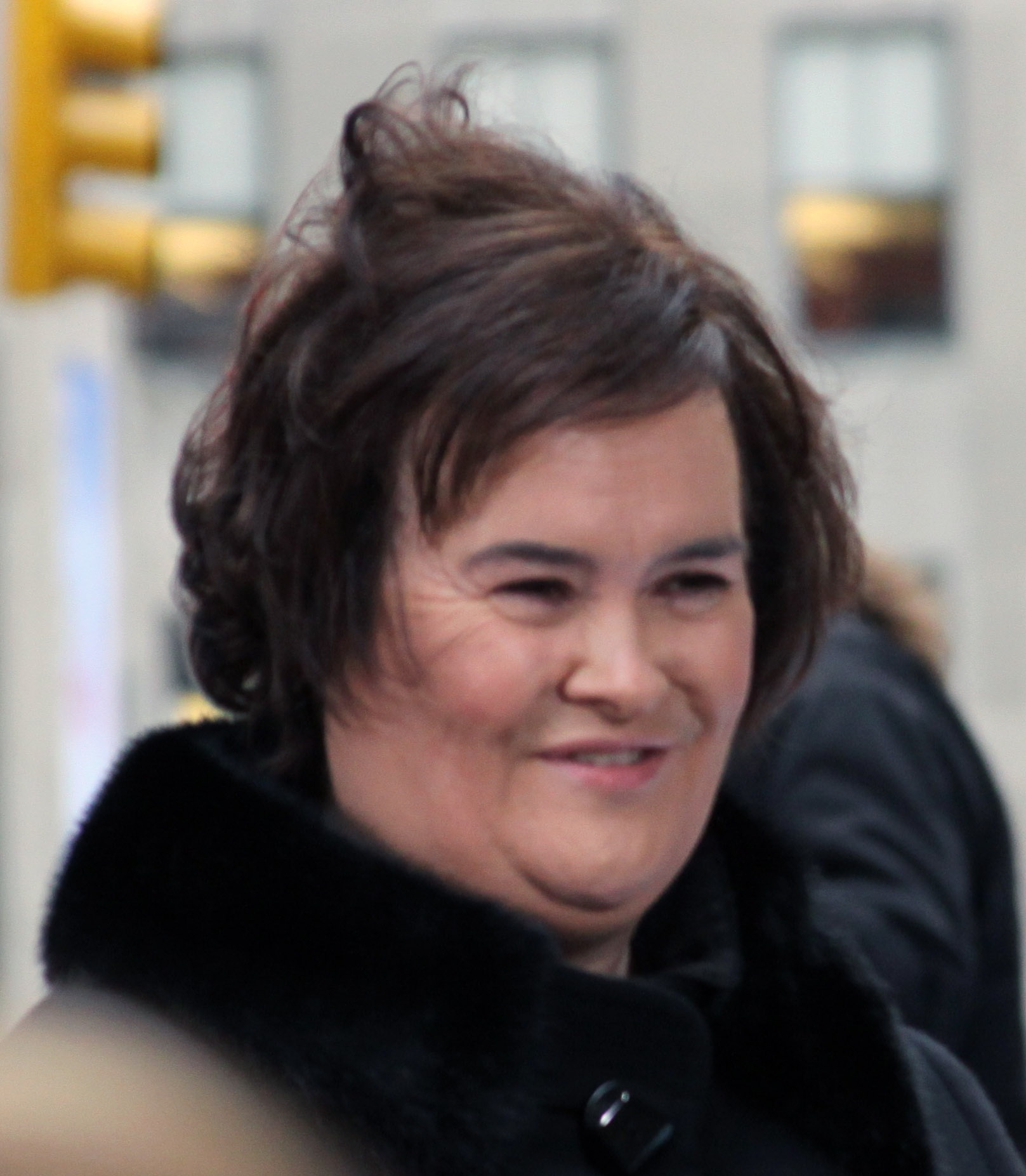
A cantora Susan Boyle alcançou o primeiro lugar com seus dois primeiros álbuns.

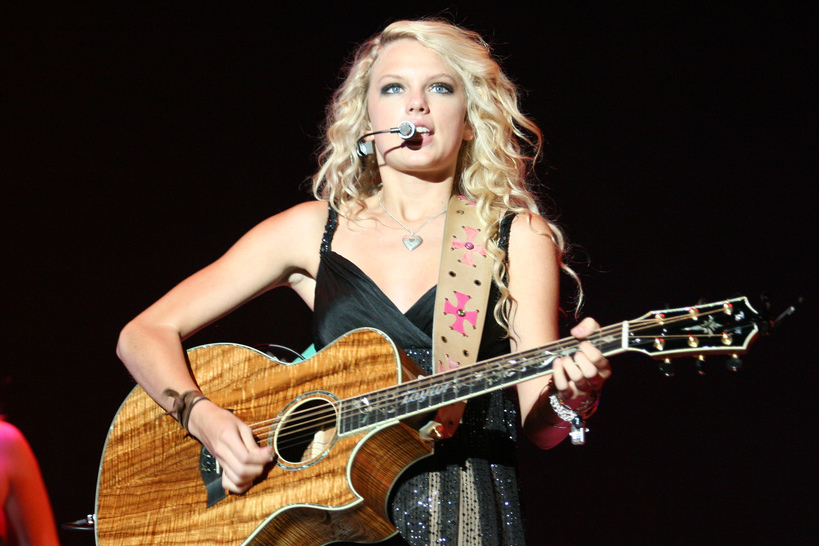
Speak Now, de Taylor Swift, foi o que mais vendeu em uma única semana nas edições de 2010, mais de um milhão de cópias.

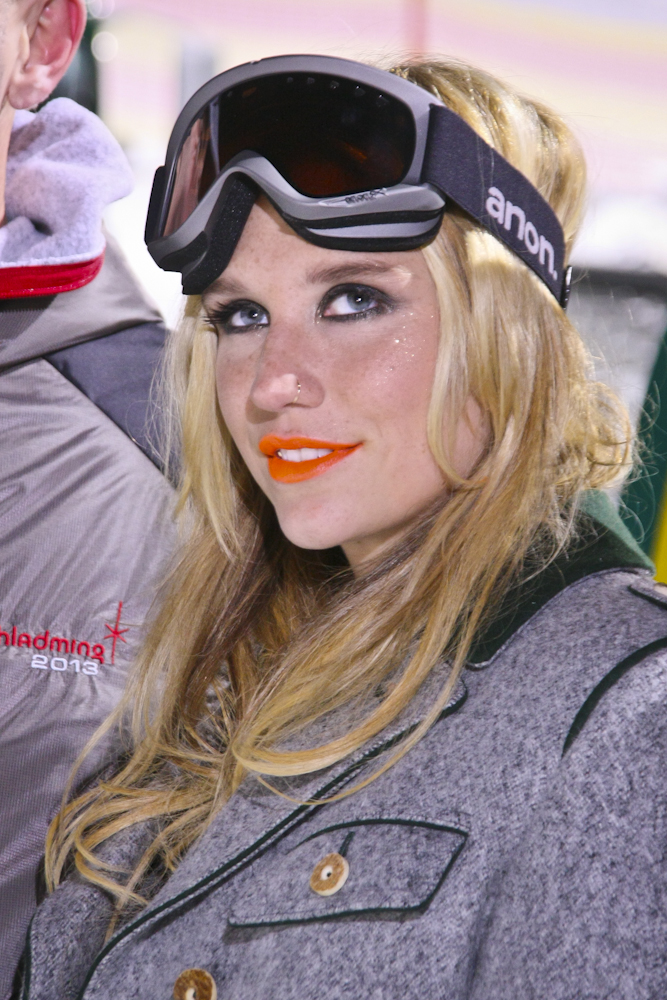
Animal, de Kesha, estreou no topo da Billboard 200, com vendas aproximadas à 152 mil cópias.

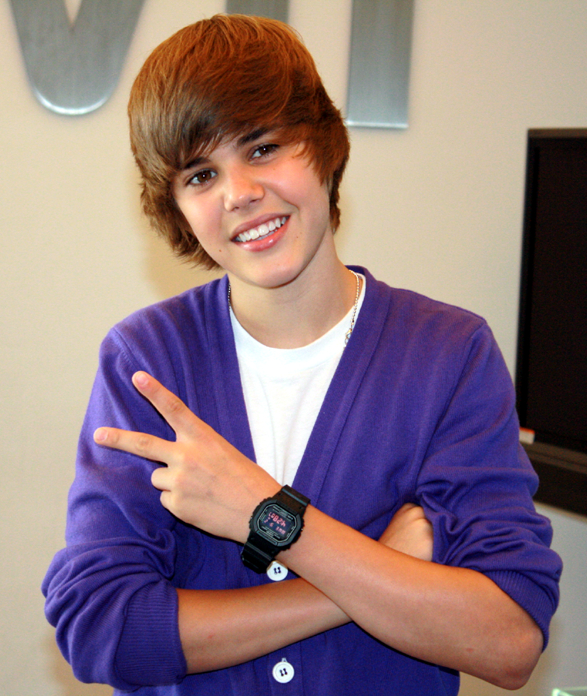
O cantor Justin Bieber esteve em primeiro lugar na parada com seu álbum de estreia.

| Data            | Álbum                                    | Artista(s)        | Vendas aproximadas | Ref.        |
| --------------- | ---------------------------------------- | ----------------- | ------------------ | ----------- |
| 2 de janeiro    | I Dreamed a Dream                        | Susan Boyle       | 661 mil            | [ 2 ]       |
| 9 de janeiro    | I Dreamed a Dream                        | Susan Boyle       | 510 mil            | [ 3 ]       |
| 16 de janeiro   | I Dreamed a Dream                        | Susan Boyle       | 122 mil            | [ 3 ] [ 4 ] |
| 23 de janeiro   | Animal                                   | Kesha             | 152 mil            | [ 5 ]       |
| 30 de janeiro   | Contra                                   | Vampire Weekend   | 124 mil            | [ 6 ]       |
| 6 de fevereiro  | Hope for Haiti Now                       | Vários artistas   | 171 mil            | [ 7 ]       |
| 13 de fevereiro | Need You Now                             | Lady Antebellum   | 481 mil            | [ 8 ]       |
| 20 de fevereiro | Need You Now                             | Lady Antebellum   | 209 mil            | [ 9 ]       |
| 27 de fevereiro | Soldier of Love                          | Sade              | 502 mil            | [ 10 ]      |
| 6 de março      | Soldier of Love                          | Sade              | 190 mil            | [ 11 ]      |
| 13 de março     | Soldier of Love                          | Sade              | 127 mil            | [ 12 ]      |
| 20 de março     | Need You Now                             | Lady Antebellum   | 126 mil            | [ 13 ]      |
| 27 de março     | Battle of the Sexes                      | Ludacris          | 137 mil            | [ 14 ]      |
| 3 de abril      | Need You Now                             | Lady Antebellum   | 93 mil             | [ 15 ]      |
| 10 de abril     | My World 2.0                             | Justin Bieber     | 283 mil            | [ 16 ]      |
| 17 de abril     | Raymond v. Raymond                       | Usher             | 329 mil            | [ 17 ]      |
| 24 de abril     | My World 2.0                             | Justin Bieber     | 102 mil            | [ 18 ]      |
| 1 de maio       | My World 2.0                             | Justin Bieber     | 92 mil             | [ 19 ]      |
| 8 de maio       | Glee: The Music, The Power of Madonna    | Elenco de Glee    | 98 mil             | [ 20 ]      |
| 15 de maio      | The Adventures of Bobby Ray              | B.o.B             | 84 mil             | [ 21 ]      |
| 22 de maio      | The Oracle                               | Godsmack          | 117 mil            | [ 22 ]      |
| 29 de maio      | My World 2.0                             | Justin Bieber     | 60 mil             | [ 23 ]      |
| 5 de junho      | Glee: The Music, Volume 3 - Showstoppers | Elenco de Glee    | 136 mil            | [ 24 ]      |
| 12 de junho     | Glee: The Music, Volume 3 - Showstoppers | Elenco de Glee    | 63 mil             | [ 25 ]      |
| 19 de junho     | To the Sea                               | Jack Johnson      | 243 mil            | [ 26 ]      |
| 26 de junho     | Glee: The Music, Journey to Regionals    | Elenco de Glee    | 154 mil            | [ 27 ]      |
| 3 de julho      | Thank Me Later                           | Drake             | 447 mil            | [ 28 ]      |
| 10 de julho     | Recovery                                 | Eminem            | 741 mil            | [ 29 ]      |
| 17 de julho     | Recovery                                 | Eminem            | 313 mil            | [ 30 ]      |
| 24 de julho     | Recovery                                 | Eminem            | 229 mil            | [ 31 ]      |
| 31 de julho     | Recovery                                 | Eminem            | 195 mil            | [ 32 ]      |
| 7 de agosto     | Recovery                                 | Eminem            | 187 mil            | [ 33 ]      |
| 14 de agosto    | Nightmare                                | Avenged Sevenfold | 163 mil            | [ 34 ]      |
| 21 de agosto    | The Suburbs                              | Arcade Fire       | 156 mil            | [ 35 ]      |
| 28 de agosto    | Recovery                                 | Eminem            | 132 mil            | [ 36 ]      |
| 4 de setembro   | Recovery                                 | Eminem            | 116 mil            | [ 37 ]      |
| 11 de setembro  | Teenage Dream                            | Katy Perry        | 192 mil            | [ 38 ]      |
| 18 de setembro  | Asylum                                   | Disturbed         | 179 mil            | [ 39 ]      |
| 25 de setembro  | Kaleidoscope Heart                       | Sara Bareilles    | 90 mil             | [ 40 ]      |
| 2 de outubro    | A Thousand Suns                          | Linkin Park       | 241 mil            | [ 41 ]      |
| 9 de outubro    | You Get What You Give                    | Zac Brown Band    | 153 mil            | [ 42 ]      |
| 16 de outubro   | Hemingway's Whiskey                      | Kenny Chesney     | 183 mil            | [ 43 ]      |
| 23 de outubro   | Bullets in the Gun                       | Toby Keith        | 71 mil             | [ 44 ]      |
| 30 de outubro   | I Am Not a Human Being                   | Lil Wayne         | 125 mil            | [ 45 ]      |
| 6 de novembro   | The Incredible Machine                   | Sugarland         | 203 mil            | [ 46 ]      |
| 13 de novembro  | Speak Now                                | Taylor Swift      | 1,047 milhão       | [ 47 ]      |
| 20 de novembro  | Speak Now                                | Taylor Swift      | 320 mil            | [ 48 ]      |
| 27 de novembro  | The Gift                                 | Susan Boyle       | 318 mil            | [ 49 ]      |
| 4 de dezembro   | The Gift                                 | Susan Boyle       | 335 mil            | [ 50 ]      |
| 11 de dezembro  | My Beautiful Dark Twisted Fantasy        | Kanye West        | 496 mil            | [ 51 ]      |
| 18 de dezembro  | The Gift                                 | Susan Boyle       | 272 mil            | [ 52 ]      |
| 25 de dezembro  | The Gift                                 | Susan Boyle       | 243 mil            | [ 53 ]      |